# Subaru of Indiana Automotive
Die Subaru of Indiana Automotive, Inc. (kurz SIA) ist ein Automobilhersteller mit Unternehmenssitz in Lafayette (Indiana) in den USA. Es handelt sich um eine vollständige Tochtergesellschaft von Subaru.

## Geschichte
Im Mai 1986 vereinbarten Fuji Heavy Industries (heute Subaru) und Isuzu ein Joint Venture für eine Produktion in den USA. Ende des Jahres wurde Lafayette im Bundesstaat Indiana aus 13 möglichen Standorten ausgewählt.
Am 17. März 1987 wurde Subaru-Isuzu Automotive Inc. in Indiana gegründet. An diesem Unternehmen waren Fuji Heavy Industries zu 51 % und Isuzu zu 49 % beteiligt. Zwei Monate später wurde der Grundstein für das neue Werk gelegt, das Ende Dezember 1988 fertiggestellt war. Die Vorproduktion begann am 15. Mai 1989. Die reguläre Produktion startete am 11. September 1989 mit dem Subaru Legacy und dem Isuzu Pick-up.
Im Juli 1990 wurde das Werk auf Zweischichtbetrieb umgestellt. Bis Juli 1994 wurde eine Produktion von 500.000 Stück erreicht, bis März 1997 bereits eine Million. Bis April 2002 waren zwei Millionen Fahrzeuge produziert worden, von denen mehr als die Hälfte zur Marke Isuzu gehörte.
Zum 1. Januar 2003 wurde SIA eine 100 %ige Tochtergesellschaft von Fuji Heavy Industries. Einen Tag später wurde der Name in Subaru of Indiana Automotive, Inc. geändert. Die Produktion von Isuzu-Fahrzeugen wurde (in einem geringen Umfang) fortgesetzt, endete aber am 23. Juli 2004.
Zwischen 2007 und 2016 wurden Toyotas produziert. Dafür wurden 1000 neue Arbeitsplätze geschaffen. Die anvisierte Produktion von 100.000 Stück entsprach etwas mehr als einem Drittel der Gesamtkapazität. Der Rückzug von Toyota wurde genutzt, um weitere Investitionen zu tätigen, Arbeitsplätze wurden nicht abgebaut. Der Einfluss Toyotas auf das Unternehmen und auf die Produktionsverfahren wurde auch im Nachhinein positiv bewertet.
Am 9. Dezember 2016 wurde eine Produktionszahl von 5 Millionen Fahrzeugen erreicht, von denen mehr als drei Millionen zur Marke Subaru gehörten. Im Jahr 2018 wurden 348.597 Stück hergestellt.
Das Werk hat eine theoretische (und genehmigte) Produktionskapazität von 514.000 Fahrzeugen. Bis zum Frühjahr 2019 waren 2,2 Mrd. US-Dollar in das Werk investiert worden. In 2 Produktionsschichten (und einer dritten Wartungsschicht) sind 5963 Mitarbeiter (inkl. Zeitarbeitsnehmer) beschäftigt.
Im Anfang 2002 eröffneten Motorenwerk von SIA wurde im Juni 2017 der zweimillionste Motor hergestellt. Das Werk in Lafayette ist seit 2004 die erste Automobilfabrik, die gemäß Zero Waste keine Abfälle mehr auf Deponien entsorgt.

## Modelle
Das erste Isuzu-Modell war ein Pick-up. Im Mai 1990 kam der Isuzu Rodeo hinzu. Ab Januar 1998 wurde der Isuzu Amigo produziert, ab Januar 2001 der Isuzu Axiom.
Bei Subaru wurde zunächst nur auf den Legacy/Outback (mit den entsprechenden Modellwechseln) gesetzt, der im September 2017 die 2-Millionen-Marke erreichte. Hinzu kamen der Baja (ab Juli 2002, im Jahr 2019 auf der Website nicht mehr ausgewiesen) und der Tribeca (April 2005). Als letzte Modelle wurden im November 2016 der Impreza und im Mai 2018 der Subaru Ascent zum Portfolio hinzugefügt.
Ab dem 16. November 1993 entstand bei SIA der Honda Passport, ein durch Badge Engineering vom Isuzu Rodeo abgeleitetes Modell. Im Juli 1997 erfolgte ebenso wie für das Schwestermodell Isuzu Rodeo der Wechsel zur nächsten Modellgeneration.
Ab dem 28. Februar 2007 wurde der Toyota Camry hergestellt (ab September 2011 die neue Modellgeneration). Bis zum 22. März 2013 entstanden 500.000 Stück dieses Modells. Am 27. Mai 2016 endete die Herstellung von Toyotas.